# طواف فلاندرز 2025
طواف فلاندرز 2025 (بالفرنسية: Tour des Flandres 2025) هو سباق دراجات هوائية من فئة  1.UWT، وهو الموسم 109 من طواف فلاندرز، وأقيم في 6 أبريل 2025 ضمن سباقات طواف العالم للدراجات 2025.
فاز بالمركز الأول تادي بوجار، وحلَّ في المركز الثاني مادس بيدرسن، بينما جاء ماثيو فان دير بيل في المركز الثالث.

## الفرق
| فرق عالمية (18)- Alpecin-Deceuninck - XDS Astana Team - Groupama-FDJ - Lidl-Trek - Cofidis - Intermarché-Wanty - Team Visma \| Lease a Bike - Arkéa-B&B Hotels - Red Bull-BORA-hansgrohe - Decathlon AG2R La Mondiale Team - UAE Team Emirates XRG - EF Education-EasyPost - Bahrain-Victorious - Team Jayco AlUla - Team Picnic-PostNL - Movistar Team - Soudal Quick-Step - Ineos Grenadiers فرق برو (7)- Israel-Premier Tech - Lotto - سبورت فلاندرين بالويس ‏ - بنجوال باوليز ساوكس دبليو بي ‏ - أونو-إكس موبيليتي ‏ - فريق الدراجات Q36.5 ‏ - سويس ريسينغ أكادمي ‏ |  |
| |  |

## المشاركون
| Alpecin-Deceuninck ADC                             | Alpecin-Deceuninck ADC           | Alpecin-Deceuninck ADC |
| -------------------------------------------------- | -------------------------------- | ---------------------- |
| م                                                  | عداء                             | مرتبة                  |
| 1                                                  | ماثيو فان دير بيل                | 3                      |
| 2                                                  | جياني فرميش                      | 15                     |
| 3                                                  | كوينتن هيرمانز                   | لم يكمل السباق         |
| 4                                                  | شاندرو ميوريس                    | لم يكمل السباق         |
| 5                                                  | Timo Kielich ‏                    | 18                     |
| 6                                                  | سيلفان ديلير                     | لم يكمل السباق         |
| 7                                                  | إدوارد بلانكايرتإدوارد بلانكايرت | لم يكمل السباق         |
| مدير الرياضة: Christoph Roodhooft ‏, فريدريك ويليمز |                                  |                        |

| UAE Team Emirates XRG UAD                  | UAE Team Emirates XRG UAD | UAE Team Emirates XRG UAD |
| ------------------------------------------ | ------------------------- | ------------------------- |
| م                                          | عداء                      | مرتبة                     |
| 11                                         | تادي بوجار (طريق)         | 1                         |
| 12                                         | Florian Vermeersch ‏       | 43                        |
| 13                                         | تيم فيلانز                | لم يكمل السباق            |
| 14                                         | جوناتان نارفيز (طريق)     | لم يكمل السباق            |
| 15                                         | Nils Politt ‏              | 66                        |
| 16                                         | António Morgado ‏          | 90                        |
| 17                                         | Mikkel Norsgaard Bjerg    | لم يكمل السباق            |
| مدير الرياضة: فابيو بالداتو, ماركو ماركاتو |                           |                           |

| Team Visma \| Lease a Bike TVL                    | Team Visma \| Lease a Bike TVL | Team Visma \| Lease a Bike TVL |
| ------------------------------------------------- | ------------------------------ | ------------------------------ |
| م                                                 | عداء                           | مرتبة                          |
| 21                                                | فاوت فان آرت                   | 4                              |
| 22                                                | تيسج بنوت                      | 6                              |
| 23                                                | بير ستراند هاجينز              | 53                             |
| 24                                                | Matteo Jorgenson ‏              | 47                             |
| 25                                                | Edoardo Affini ‏                | لم يكمل السباق                 |
| 26                                                | ديلان فان بارلي                | 46                             |
| 27                                                | توش فان دير ساندي              | لم يكمل السباق                 |
| مدير الرياضة: Richard Plugge ‏, Arthur van Dongen ‏ |                                |                                |

| Soudal Quick-Step SOQ                 | Soudal Quick-Step SOQ | Soudal Quick-Step SOQ |
| ------------------------------------- | --------------------- | --------------------- |
| م                                     | عداء                  | مرتبة                 |
| 31                                    | يفيس لامارت           | 38                    |
| 32                                    | Paul Magnier ‏         | 62                    |
| 33                                    | Pascal Eenkhoorn ‏     | 84                    |
| 34                                    | Luke Lamperti ‏        | لم يكمل السباق        |
| 35                                    | كاسبر بيدرسين         | 79                    |
| 36                                    | Pepijn Reinderink ‏    | 78                    |
| 37                                    | Bert Van Lerberghe ‏   | لم يكمل السباق        |
| مدير الرياضة: Iljo Keisse ‏, توم ستيلز |                       |                       |

| Lidl-Trek LTK                          | Lidl-Trek LTK  | Lidl-Trek LTK  |
| -------------------------------------- | -------------- | -------------- |
| م                                      | عداء           | مرتبة          |
| 41                                     | مادس بيدرسن    | 2              |
| 42                                     | جاسبر ستوفين   | 5              |
| 43                                     | إدوارد ثيونس   | لم يكمل السباق |
| 44                                     | Tim Declercq ‏  | لم يكمل السباق |
| 45                                     | توم سكوجين     | 37             |
| 46                                     | Daan Hoole ‏    | 83             |
| 47                                     | Mathias Vacek ‏ | 80             |
| مدير الرياضة: ستيفن دي جونغ, مايكل شير |                |                |

| Intermarché-Wanty IWA                      | Intermarché-Wanty IWA      | Intermarché-Wanty IWA |
| ------------------------------------------ | -------------------------- | --------------------- |
| م                                          | عداء                       | مرتبة                 |
| 51                                         | بينيام جيرماي              | 35                    |
| 52                                         | Gijs Van Hoecke ‏           | لم يكمل السباق        |
| 53                                         | Vito Braet ‏                | 48                    |
| 54                                         | أدريان بيتي                | لم يكمل السباق        |
| 55                                         | Laurenz Rex ‏               | 26                    |
| 56                                         | Jonas Rutsch ‏              | 33                    |
| 57                                         | Roel van Sintmaartensdijk ‏ | لم يكمل السباق        |
| مدير الرياضة: بيتر فانسبيوك, Aike Visbeek ‏ |                            |                       |

| EF Education-EasyPost EFE                  | EF Education-EasyPost EFE | EF Education-EasyPost EFE |
| ------------------------------------------ | ------------------------- | ------------------------- |
| م                                          | عداء                      | مرتبة                     |
| 61                                         | Colby Simmons ‏            | 94                        |
| 62                                         | Harry Sweeny ‏             | لم يكمل السباق            |
| 63                                         | أوين دول                  | 30                        |
| 64                                         | ميكيل فروليش أونوريه      | 44                        |
| 65                                         | ماريجن فان دن بيرغ        | لم يبدأ                   |
| 66                                         | نيلسون بوولس              | 42                        |
| 67                                         | Max Walker (cyclist) ‏     | لم يكمل السباق            |
| مدير الرياضة: أندرياس كلير, Ken Vanmarcke ‏ |                           |                           |

| Groupama-FDJ GFC                               | Groupama-FDJ GFC   | Groupama-FDJ GFC |
| ---------------------------------------------- | ------------------ | ---------------- |
| م                                              | عداء               | مرتبة            |
| 71                                             | Lewis Askey ‏       | 113              |
| 72                                             | Sven Erik Bystrøm ‏ | 89               |
| 73                                             | Eddy Le Huitouze ‏  | لم يكمل السباق   |
| 74                                             | ستيفان كونغ        | 7                |
| 75                                             | أوليفييه لو جاك    | 102              |
| 76                                             | فالنتين مادواس     | 17               |
| 77                                             | كليمنت روسو        | 49               |
| مدير الرياضة: Frédéric Guesdon ‏, Julien Pinot ‏ |                    |                  |

| Bahrain Victorious TBV                  | Bahrain Victorious TBV | Bahrain Victorious TBV |
| --------------------------------------- | ---------------------- | ---------------------- |
| م                                       | عداء                   | مرتبة                  |
| 81                                      | ماتج موهوريك           | 21                     |
| 82                                      | Vlad Van Mechelen ‏     | 54                     |
| 83                                      | Kamil Gradek ‏          | 99                     |
| 84                                      | فل بوهوس               | 103                    |
| 85                                      | أندريا باسكولون        | 76                     |
| 86                                      | Roman Ermakov ‏         | لم يكمل السباق         |
| 87                                      | فرد رايت               | 23                     |
| مدير الرياضة: ميخال غولاش, آرت فيرهوتين |                        |                        |

| Cofidis COF                       | Cofidis COF     | Cofidis COF    |
| --------------------------------- | --------------- | -------------- |
| م                                 | عداء            | مرتبة          |
| 91                                | ديلان تيونز     | 41             |
| 92                                | ايمي دي جندت    | 28             |
| 93                                | Nolann Mahoudo ‏ | لم يكمل السباق |
| 94                                | Alexis Renard ‏  | 71             |
| 95                                | Ludovic Robeet ‏ | لم يكمل السباق |
| 96                                | بيت اليجارت     | لم يكمل السباق |
| 97                                | دامين توزي      | 60             |
| مدير الرياضة: , Thierry Marichal ‏ |                 |                |

| Team Jayco AlUla JAY                      | Team Jayco AlUla JAY     | Team Jayco AlUla JAY |
| ----------------------------------------- | ------------------------ | -------------------- |
| م                                         | عداء                     | مرتبة                |
| 101                                       | مايكل ماثيوز             | 13                   |
| 102                                       | Kelland O'Brien ‏         | 77                   |
| 103                                       | Bob Donaldson (cyclist) ‏ | 75                   |
| 104                                       | Jelte Krijnsen ‏          | 63                   |
| 105                                       | Elmar Reinders ‏          | 104                  |
| 106                                       | جاشا سوتيرلين            | لم يكمل السباق       |
| 107                                       | ماكس والشيد              | 61                   |
| مدير الرياضة: تريستان هوفمان, ماثيو هيمان |                          |                      |

| Red Bull-Bora-Hansgrohe RBH              | Red Bull-Bora-Hansgrohe RBH | Red Bull-Bora-Hansgrohe RBH |
| ---------------------------------------- | --------------------------- | --------------------------- |
| م                                        | عداء                        | مرتبة                       |
| 111                                      | Laurence Pithie ‏            | 11                          |
| 112                                      | Filip Maciejuk ‏             | لم يكمل السباق              |
| 113                                      | Oier Lazkano ‏               | لم يكمل السباق              |
| 114                                      | ريان مولين                  | لم يكمل السباق              |
| 115                                      | داني فان بوبيل              | 88                          |
| 116                                      | Mick van Dijke ‏             | 29                          |
| 117                                      | Tim van Dijke ‏              | 52                          |
| مدير الرياضة: هاينريش هوسلر, روجر هاموند |                             |                             |

| Arkéa-B&B Hotels ARK                          | Arkéa-B&B Hotels ARK      | Arkéa-B&B Hotels ARK |
| --------------------------------------------- | ------------------------- | -------------------- |
| م                                             | عداء                      | مرتبة                |
| 121                                           | ارنو ديمار                | 58                   |
| 122                                           | أموري كابيو               | لم يكمل السباق       |
| 123                                           | Giosuè Epis ‏              | 92                   |
| 124                                           | Léandre Lozouet ‏          | 105                  |
| 125                                           | Luca Mozzato ‏             | 111                  |
| 126                                           | مايلز سكوتسون             | لم يكمل السباق       |
| 127                                           | Pierre Thierry (cyclist) ‏ | لم يكمل السباق       |
| مدير الرياضة: سيباستيان هينو, Mickael Leveau ‏ |                           |                      |

| Decathlon-AG2R La Mondiale DAT        | Decathlon-AG2R La Mondiale DAT  | Decathlon-AG2R La Mondiale DAT |
| ------------------------------------- | ------------------------------- | ------------------------------ |
| م                                     | عداء                            | مرتبة                          |
| 131                                   | Stefan Bissegger ‏               | 19                             |
| 132                                   | يجف دي بوندت                    | لم يكمل السباق                 |
| 133                                   | Sander De Pestel ‏               | لم يكمل السباق                 |
| 134                                   | Pierre Gautherat ‏               | لم يكمل السباق                 |
| 135                                   | Rasmus Søjberg Pedersen ‏ (طريق) | 64                             |
| 136                                   | Oscar Chamberlain ‏              | 57                             |
| 137                                   | Aurélien Paret-Peintre ‏         | 16                             |
| مدير الرياضة: Julien Jurdie ‏, لوقا رو |                                 |                                |

| XDS Astana Team XAT                            | XDS Astana Team XAT | XDS Astana Team XAT |
| ---------------------------------------------- | ------------------- | ------------------- |
| م                                              | عداء                | مرتبة               |
| 141                                            | دافيد باليريني      | 10                  |
| 142                                            | سيس بول             | 31                  |
| 143                                            | Yevgeniy Fedorov ‏   | 27                  |
| 144                                            | Michele Gazzoli ‏    | 72                  |
| 145                                            | Alessandro Romele ‏  | لم يكمل السباق      |
| 146                                            | مايك تيونسين        | 12                  |
| 147                                            | Davide Toneatti ‏    | 68                  |
| مدير الرياضة: Laurenzo Lapage ‏, ستيفانو زانيني |                     |                     |

| Ineos Grenadiers IGD                         | Ineos Grenadiers IGD     | Ineos Grenadiers IGD |
| -------------------------------------------- | ------------------------ | -------------------- |
| م                                            | عداء                     | مرتبة                |
| 151                                          | فيليبو غانا              | 8                    |
| 152                                          | بوب جونهيلس              | 109                  |
| 153                                          | بن تورنر                 | 59                   |
| 154                                          | ماغنوس شيفيلد            | 20                   |
| 155                                          | كونور سويفت              | 101                  |
| 156                                          | Samuel Watson (cyclist) ‏ | 81                   |
| 157                                          | بن سويفت                 | 108                  |
| مدير الرياضة: كورت اسلي ارفسين, إيان ستانارد |                          |                      |

| Movistar Team MOV            | Movistar Team MOV  | Movistar Team MOV |
| ---------------------------- | ------------------ | ----------------- |
| م                            | عداء               | مرتبة             |
| 161                          | إيفان غارسيا       | 9                 |
| 162                          | Carlos Canal ‏      | 51                |
| 163                          | Orluis Aular ‏      | 36                |
| 164                          | Manlio Moro ‏       | 110               |
| 165                          | Mathias Norsgaard ‏ | 85                |
| 166                          | غونزالو سيرانو     | 106               |
| 167                          | ألبرت توريس        | لم يكمل السباق    |
| مدير الرياضة: يورغن رويلاندز |                    |                   |

| Team Picnic-PostNL TPP   | Team Picnic-PostNL TPP | Team Picnic-PostNL TPP |
| ------------------------ | ---------------------- | ---------------------- |
| م                        | عداء                   | مرتبة                  |
| 171                      | جون ديجينكولب          | لم يكمل السباق         |
| 172                      | Patrick Eddy ‏          | 91                     |
| 173                      | الكسندر ادموندسون      | لم يكمل السباق         |
| 174                      | شون فلين ‏              | 74                     |
| 175                      | Enzo Leijnse ‏          | لم يكمل السباق         |
| 176                      | Tim Naberman ‏          | لم يكمل السباق         |
| 177                      | تيمو روزن              | لم يكمل السباق         |
| مدير الرياضة: بيم يجثارت |                        |                        |

| فريق الدراجات Q36.5 ‏ Q36                  | فريق الدراجات Q36.5 ‏ Q36 | فريق الدراجات Q36.5 ‏ Q36 |
| ----------------------------------------- | ------------------------ | ------------------------ |
| م                                         | عداء                     | مرتبة                    |
| 181                                       | جياكومو نيزولو           | 56                       |
| 182                                       | ديفيد غونزاليس           | 98                       |
| 183                                       | Emīls Liepiņš ‏ (طريق)    | لم يكمل السباق           |
| 184                                       | Fabio Christen ‏          | 65                       |
| 185                                       | Jannik Steimle ‏          | 96                       |
| 186                                       | روري تاونسند ‏            | 82                       |
| 187                                       | Nicolò Parisini ‏         | لم يكمل السباق           |
| مدير الرياضة: Kurt Bogaerts ‏, Jens Zemke ‏ |                          |                          |

| Lotto LOT                               | Lotto LOT                  | Lotto LOT      |
| --------------------------------------- | -------------------------- | -------------- |
| م                                       | عداء                       | مرتبة          |
| 191                                     | Lennert Van Eetvelt ‏       | لم يكمل السباق |
| 192                                     | Joshua Giddings (cyclist) ‏ | لم يكمل السباق |
| 193                                     | برنت فان موير              | 39             |
| 194                                     | Jenno Berckmoes ‏           | لم يكمل السباق |
| 195                                     | سيباستيان غرينيار ‏         | 70             |
| 196                                     | Arjen Livyns ‏              | 34             |
| 197                                     | Alec Segaert ‏              | 32             |
| مدير الرياضة: توني قالوبا, نيكولاس مايس |                            |                |

| Israel-Premier Tech IPT               | Israel-Premier Tech IPT | Israel-Premier Tech IPT |
| ------------------------------------- | ----------------------- | ----------------------- |
| م                                     | عداء                    | مرتبة                   |
| 201                                   | Joseph Blackmore ‏       | 40                      |
| 202                                   | Riley Pickrell ‏         | لم يكمل السباق          |
| 203                                   | كوربين سترونغ           | 50                      |
| 204                                   | ويليام بويفن            | لم يكمل السباق          |
| 205                                   | Riley Sheehan ‏          | 112                     |
| 206                                   | جيك ستيوارت             | 107                     |
| 207                                   | توم فان أسبروك          | لم يكمل السباق          |
| مدير الرياضة: ستيف باور, Pat McCarty ‏ |                         |                         |

| سويس ريسينغ أكادمي ‏ TUD                          | سويس ريسينغ أكادمي ‏ TUD | سويس ريسينغ أكادمي ‏ TUD |
| ------------------------------------------------ | ----------------------- | ----------------------- |
| م                                                | عداء                    | مرتبة                   |
| 211                                              | ماتيو ترينتين           | 22                      |
| 212                                              | ريك بلومرز ‏             | 24                      |
| 213                                              | ماركو هالر              | 45                      |
| 214                                              | ألكسندر كرايغر          | لم يكمل السباق          |
| 215                                              | Fabian Lienhard ‏        | 73                      |
| 216                                              | Marius Mayrhofer ‏       | لم يكمل السباق          |
| 217                                              | Arthur Kluckers ‏        | 100                     |
| مدير الرياضة: Morgan Lamoisson ‏, Marcel Sieberg ‏ |                         |                         |

| سبورت فلاندرين بالويس ‏ TFB                                  | سبورت فلاندرين بالويس ‏ TFB | سبورت فلاندرين بالويس ‏ TFB |
| ----------------------------------------------------------- | -------------------------- | -------------------------- |
| م                                                           | عداء                       | مرتبة                      |
| 221                                                         | Vincent Van Hemelen ‏       | 69                         |
| 222                                                         | أليكس كولمان ‏              | 95                         |
| 223                                                         | Brem Deman ‏                | 97                         |
| 224                                                         | Jules Hesters ‏             | لم يكمل السباق             |
| 225                                                         | Victor Vercouillie ‏        | لم يكمل السباق             |
| 226                                                         | Dylan Vandenstorme ‏        | لم يكمل السباق             |
| 227                                                         | Ward Vanhoof ‏              | لم يكمل السباق             |
| مدير الرياضة: هانز دي كليرك, Andy Missotten‏, كيني دي كيتيلي |                            |                            |

| أونو-إكس موبيليتي ‏ UXM                      | أونو-إكس موبيليتي ‏ UXM | أونو-إكس موبيليتي ‏ UXM |
| ------------------------------------------- | ---------------------- | ---------------------- |
| م                                           | عداء                   | مرتبة                  |
| 231                                         | ألكسندر كريستوف        | 55                     |
| 232                                         | ماركوس هويلجارد (طريق) | 14                     |
| 233                                         | William Blume Levy ‏    | 87                     |
| 234                                         | أندرس سكارسيث          | لم يكمل السباق         |
| 235                                         | راسموس تيلر            | 25                     |
| 236                                         | Erik Resell ‏           | لم يكمل السباق         |
| 237                                         | جوناس إبراهمسين ‏       | 67                     |
| مدير الرياضة: Gino Van Oudenhove‏, جبريل راش |                        |                        |

| بنجوال باوليز ساوكس دبليو بي ‏ WB2                              | بنجوال باوليز ساوكس دبليو بي ‏ WB2 | بنجوال باوليز ساوكس دبليو بي ‏ WB2 |
| -------------------------------------------------------------- | --------------------------------- | --------------------------------- |
| م                                                              | عداء                              | مرتبة                             |
| 241                                                            | Quentin Bezza ‏                    | لم يكمل السباق                    |
| 242                                                            | Cériel Desal ‏                     | لم يكمل السباق                    |
| 243                                                            | BEL                               | 93                                |
| 244                                                            | Jens Reynders ‏                    | لم يكمل السباق                    |
| 245                                                            | فلوريس دي تير                     | 86                                |
| 246                                                            | Jelle Vermoote ‏                   | لم يكمل السباق                    |
| 247                                                            | لويك فليجن                        | لم يكمل السباق                    |
| مدير الرياضة: Christophe Detilloux ‏, Jean-Denis Vandenbroucke ‏ |                                   |                                   |

| Alpecin-Deceuninck ADC                             | Alpecin-Deceuninck ADC           | Alpecin-Deceuninck ADC |
| -------------------------------------------------- | -------------------------------- | ---------------------- |
| م                                                  | عداء                             | مرتبة                  |
| 1                                                  | ماثيو فان دير بيل                | 3                      |
| 2                                                  | جياني فرميش                      | 15                     |
| 3                                                  | كوينتن هيرمانز                   | لم يكمل السباق         |
| 4                                                  | شاندرو ميوريس                    | لم يكمل السباق         |
| 5                                                  | Timo Kielich ‏                    | 18                     |
| 6                                                  | سيلفان ديلير                     | لم يكمل السباق         |
| 7                                                  | إدوارد بلانكايرتإدوارد بلانكايرت | لم يكمل السباق         |
| مدير الرياضة: Christoph Roodhooft ‏, فريدريك ويليمز |                                  |                        |

| UAE Team Emirates XRG UAD                  | UAE Team Emirates XRG UAD | UAE Team Emirates XRG UAD |
| ------------------------------------------ | ------------------------- | ------------------------- |
| م                                          | عداء                      | مرتبة                     |
| 11                                         | تادي بوجار (طريق)         | 1                         |
| 12                                         | Florian Vermeersch ‏       | 43                        |
| 13                                         | تيم فيلانز                | لم يكمل السباق            |
| 14                                         | جوناتان نارفيز (طريق)     | لم يكمل السباق            |
| 15                                         | Nils Politt ‏              | 66                        |
| 16                                         | António Morgado ‏          | 90                        |
| 17                                         | Mikkel Norsgaard Bjerg    | لم يكمل السباق            |
| مدير الرياضة: فابيو بالداتو, ماركو ماركاتو |                           |                           |

| Team Visma \| Lease a Bike TVL                    | Team Visma \| Lease a Bike TVL | Team Visma \| Lease a Bike TVL |
| ------------------------------------------------- | ------------------------------ | ------------------------------ |
| م                                                 | عداء                           | مرتبة                          |
| 21                                                | فاوت فان آرت                   | 4                              |
| 22                                                | تيسج بنوت                      | 6                              |
| 23                                                | بير ستراند هاجينز              | 53                             |
| 24                                                | Matteo Jorgenson ‏              | 47                             |
| 25                                                | Edoardo Affini ‏                | لم يكمل السباق                 |
| 26                                                | ديلان فان بارلي                | 46                             |
| 27                                                | توش فان دير ساندي              | لم يكمل السباق                 |
| مدير الرياضة: Richard Plugge ‏, Arthur van Dongen ‏ |                                |                                |

| Soudal Quick-Step SOQ                 | Soudal Quick-Step SOQ | Soudal Quick-Step SOQ |
| ------------------------------------- | --------------------- | --------------------- |
| م                                     | عداء                  | مرتبة                 |
| 31                                    | يفيس لامارت           | 38                    |
| 32                                    | Paul Magnier ‏         | 62                    |
| 33                                    | Pascal Eenkhoorn ‏     | 84                    |
| 34                                    | Luke Lamperti ‏        | لم يكمل السباق        |
| 35                                    | كاسبر بيدرسين         | 79                    |
| 36                                    | Pepijn Reinderink ‏    | 78                    |
| 37                                    | Bert Van Lerberghe ‏   | لم يكمل السباق        |
| مدير الرياضة: Iljo Keisse ‏, توم ستيلز |                       |                       |

| Lidl-Trek LTK                          | Lidl-Trek LTK  | Lidl-Trek LTK  |
| -------------------------------------- | -------------- | -------------- |
| م                                      | عداء           | مرتبة          |
| 41                                     | مادس بيدرسن    | 2              |
| 42                                     | جاسبر ستوفين   | 5              |
| 43                                     | إدوارد ثيونس   | لم يكمل السباق |
| 44                                     | Tim Declercq ‏  | لم يكمل السباق |
| 45                                     | توم سكوجين     | 37             |
| 46                                     | Daan Hoole ‏    | 83             |
| 47                                     | Mathias Vacek ‏ | 80             |
| مدير الرياضة: ستيفن دي جونغ, مايكل شير |                |                |

| Intermarché-Wanty IWA                      | Intermarché-Wanty IWA      | Intermarché-Wanty IWA |
| ------------------------------------------ | -------------------------- | --------------------- |
| م                                          | عداء                       | مرتبة                 |
| 51                                         | بينيام جيرماي              | 35                    |
| 52                                         | Gijs Van Hoecke ‏           | لم يكمل السباق        |
| 53                                         | Vito Braet ‏                | 48                    |
| 54                                         | أدريان بيتي                | لم يكمل السباق        |
| 55                                         | Laurenz Rex ‏               | 26                    |
| 56                                         | Jonas Rutsch ‏              | 33                    |
| 57                                         | Roel van Sintmaartensdijk ‏ | لم يكمل السباق        |
| مدير الرياضة: بيتر فانسبيوك, Aike Visbeek ‏ |                            |                       |

| EF Education-EasyPost EFE                  | EF Education-EasyPost EFE | EF Education-EasyPost EFE |
| ------------------------------------------ | ------------------------- | ------------------------- |
| م                                          | عداء                      | مرتبة                     |
| 61                                         | Colby Simmons ‏            | 94                        |
| 62                                         | Harry Sweeny ‏             | لم يكمل السباق            |
| 63                                         | أوين دول                  | 30                        |
| 64                                         | ميكيل فروليش أونوريه      | 44                        |
| 65                                         | ماريجن فان دن بيرغ        | لم يبدأ                   |
| 66                                         | نيلسون بوولس              | 42                        |
| 67                                         | Max Walker (cyclist) ‏     | لم يكمل السباق            |
| مدير الرياضة: أندرياس كلير, Ken Vanmarcke ‏ |                           |                           |

| Groupama-FDJ GFC                               | Groupama-FDJ GFC   | Groupama-FDJ GFC |
| ---------------------------------------------- | ------------------ | ---------------- |
| م                                              | عداء               | مرتبة            |
| 71                                             | Lewis Askey ‏       | 113              |
| 72                                             | Sven Erik Bystrøm ‏ | 89               |
| 73                                             | Eddy Le Huitouze ‏  | لم يكمل السباق   |
| 74                                             | ستيفان كونغ        | 7                |
| 75                                             | أوليفييه لو جاك    | 102              |
| 76                                             | فالنتين مادواس     | 17               |
| 77                                             | كليمنت روسو        | 49               |
| مدير الرياضة: Frédéric Guesdon ‏, Julien Pinot ‏ |                    |                  |

| Bahrain Victorious TBV                  | Bahrain Victorious TBV | Bahrain Victorious TBV |
| --------------------------------------- | ---------------------- | ---------------------- |
| م                                       | عداء                   | مرتبة                  |
| 81                                      | ماتج موهوريك           | 21                     |
| 82                                      | Vlad Van Mechelen ‏     | 54                     |
| 83                                      | Kamil Gradek ‏          | 99                     |
| 84                                      | فل بوهوس               | 103                    |
| 85                                      | أندريا باسكولون        | 76                     |
| 86                                      | Roman Ermakov ‏         | لم يكمل السباق         |
| 87                                      | فرد رايت               | 23                     |
| مدير الرياضة: ميخال غولاش, آرت فيرهوتين |                        |                        |

| Cofidis COF                       | Cofidis COF     | Cofidis COF    |
| --------------------------------- | --------------- | -------------- |
| م                                 | عداء            | مرتبة          |
| 91                                | ديلان تيونز     | 41             |
| 92                                | ايمي دي جندت    | 28             |
| 93                                | Nolann Mahoudo ‏ | لم يكمل السباق |
| 94                                | Alexis Renard ‏  | 71             |
| 95                                | Ludovic Robeet ‏ | لم يكمل السباق |
| 96                                | بيت اليجارت     | لم يكمل السباق |
| 97                                | دامين توزي      | 60             |
| مدير الرياضة: , Thierry Marichal ‏ |                 |                |

| Team Jayco AlUla JAY                      | Team Jayco AlUla JAY     | Team Jayco AlUla JAY |
| ----------------------------------------- | ------------------------ | -------------------- |
| م                                         | عداء                     | مرتبة                |
| 101                                       | مايكل ماثيوز             | 13                   |
| 102                                       | Kelland O'Brien ‏         | 77                   |
| 103                                       | Bob Donaldson (cyclist) ‏ | 75                   |
| 104                                       | Jelte Krijnsen ‏          | 63                   |
| 105                                       | Elmar Reinders ‏          | 104                  |
| 106                                       | جاشا سوتيرلين            | لم يكمل السباق       |
| 107                                       | ماكس والشيد              | 61                   |
| مدير الرياضة: تريستان هوفمان, ماثيو هيمان |                          |                      |

| Red Bull-Bora-Hansgrohe RBH              | Red Bull-Bora-Hansgrohe RBH | Red Bull-Bora-Hansgrohe RBH |
| ---------------------------------------- | --------------------------- | --------------------------- |
| م                                        | عداء                        | مرتبة                       |
| 111                                      | Laurence Pithie ‏            | 11                          |
| 112                                      | Filip Maciejuk ‏             | لم يكمل السباق              |
| 113                                      | Oier Lazkano ‏               | لم يكمل السباق              |
| 114                                      | ريان مولين                  | لم يكمل السباق              |
| 115                                      | داني فان بوبيل              | 88                          |
| 116                                      | Mick van Dijke ‏             | 29                          |
| 117                                      | Tim van Dijke ‏              | 52                          |
| مدير الرياضة: هاينريش هوسلر, روجر هاموند |                             |                             |

| Arkéa-B&B Hotels ARK                          | Arkéa-B&B Hotels ARK      | Arkéa-B&B Hotels ARK |
| --------------------------------------------- | ------------------------- | -------------------- |
| م                                             | عداء                      | مرتبة                |
| 121                                           | ارنو ديمار                | 58                   |
| 122                                           | أموري كابيو               | لم يكمل السباق       |
| 123                                           | Giosuè Epis ‏              | 92                   |
| 124                                           | Léandre Lozouet ‏          | 105                  |
| 125                                           | Luca Mozzato ‏             | 111                  |
| 126                                           | مايلز سكوتسون             | لم يكمل السباق       |
| 127                                           | Pierre Thierry (cyclist) ‏ | لم يكمل السباق       |
| مدير الرياضة: سيباستيان هينو, Mickael Leveau ‏ |                           |                      |

| Decathlon-AG2R La Mondiale DAT        | Decathlon-AG2R La Mondiale DAT  | Decathlon-AG2R La Mondiale DAT |
| ------------------------------------- | ------------------------------- | ------------------------------ |
| م                                     | عداء                            | مرتبة                          |
| 131                                   | Stefan Bissegger ‏               | 19                             |
| 132                                   | يجف دي بوندت                    | لم يكمل السباق                 |
| 133                                   | Sander De Pestel ‏               | لم يكمل السباق                 |
| 134                                   | Pierre Gautherat ‏               | لم يكمل السباق                 |
| 135                                   | Rasmus Søjberg Pedersen ‏ (طريق) | 64                             |
| 136                                   | Oscar Chamberlain ‏              | 57                             |
| 137                                   | Aurélien Paret-Peintre ‏         | 16                             |
| مدير الرياضة: Julien Jurdie ‏, لوقا رو |                                 |                                |

| XDS Astana Team XAT                            | XDS Astana Team XAT | XDS Astana Team XAT |
| ---------------------------------------------- | ------------------- | ------------------- |
| م                                              | عداء                | مرتبة               |
| 141                                            | دافيد باليريني      | 10                  |
| 142                                            | سيس بول             | 31                  |
| 143                                            | Yevgeniy Fedorov ‏   | 27                  |
| 144                                            | Michele Gazzoli ‏    | 72                  |
| 145                                            | Alessandro Romele ‏  | لم يكمل السباق      |
| 146                                            | مايك تيونسين        | 12                  |
| 147                                            | Davide Toneatti ‏    | 68                  |
| مدير الرياضة: Laurenzo Lapage ‏, ستيفانو زانيني |                     |                     |

| Ineos Grenadiers IGD                         | Ineos Grenadiers IGD     | Ineos Grenadiers IGD |
| -------------------------------------------- | ------------------------ | -------------------- |
| م                                            | عداء                     | مرتبة                |
| 151                                          | فيليبو غانا              | 8                    |
| 152                                          | بوب جونهيلس              | 109                  |
| 153                                          | بن تورنر                 | 59                   |
| 154                                          | ماغنوس شيفيلد            | 20                   |
| 155                                          | كونور سويفت              | 101                  |
| 156                                          | Samuel Watson (cyclist) ‏ | 81                   |
| 157                                          | بن سويفت                 | 108                  |
| مدير الرياضة: كورت اسلي ارفسين, إيان ستانارد |                          |                      |

| Movistar Team MOV            | Movistar Team MOV  | Movistar Team MOV |
| ---------------------------- | ------------------ | ----------------- |
| م                            | عداء               | مرتبة             |
| 161                          | إيفان غارسيا       | 9                 |
| 162                          | Carlos Canal ‏      | 51                |
| 163                          | Orluis Aular ‏      | 36                |
| 164                          | Manlio Moro ‏       | 110               |
| 165                          | Mathias Norsgaard ‏ | 85                |
| 166                          | غونزالو سيرانو     | 106               |
| 167                          | ألبرت توريس        | لم يكمل السباق    |
| مدير الرياضة: يورغن رويلاندز |                    |                   |

| Team Picnic-PostNL TPP   | Team Picnic-PostNL TPP | Team Picnic-PostNL TPP |
| ------------------------ | ---------------------- | ---------------------- |
| م                        | عداء                   | مرتبة                  |
| 171                      | جون ديجينكولب          | لم يكمل السباق         |
| 172                      | Patrick Eddy ‏          | 91                     |
| 173                      | الكسندر ادموندسون      | لم يكمل السباق         |
| 174                      | شون فلين ‏              | 74                     |
| 175                      | Enzo Leijnse ‏          | لم يكمل السباق         |
| 176                      | Tim Naberman ‏          | لم يكمل السباق         |
| 177                      | تيمو روزن              | لم يكمل السباق         |
| مدير الرياضة: بيم يجثارت |                        |                        |

| فريق الدراجات Q36.5 ‏ Q36                  | فريق الدراجات Q36.5 ‏ Q36 | فريق الدراجات Q36.5 ‏ Q36 |
| ----------------------------------------- | ------------------------ | ------------------------ |
| م                                         | عداء                     | مرتبة                    |
| 181                                       | جياكومو نيزولو           | 56                       |
| 182                                       | ديفيد غونزاليس           | 98                       |
| 183                                       | Emīls Liepiņš ‏ (طريق)    | لم يكمل السباق           |
| 184                                       | Fabio Christen ‏          | 65                       |
| 185                                       | Jannik Steimle ‏          | 96                       |
| 186                                       | روري تاونسند ‏            | 82                       |
| 187                                       | Nicolò Parisini ‏         | لم يكمل السباق           |
| مدير الرياضة: Kurt Bogaerts ‏, Jens Zemke ‏ |                          |                          |

| Lotto LOT                               | Lotto LOT                  | Lotto LOT      |
| --------------------------------------- | -------------------------- | -------------- |
| م                                       | عداء                       | مرتبة          |
| 191                                     | Lennert Van Eetvelt ‏       | لم يكمل السباق |
| 192                                     | Joshua Giddings (cyclist) ‏ | لم يكمل السباق |
| 193                                     | برنت فان موير              | 39             |
| 194                                     | Jenno Berckmoes ‏           | لم يكمل السباق |
| 195                                     | سيباستيان غرينيار ‏         | 70             |
| 196                                     | Arjen Livyns ‏              | 34             |
| 197                                     | Alec Segaert ‏              | 32             |
| مدير الرياضة: توني قالوبا, نيكولاس مايس |                            |                |

| Israel-Premier Tech IPT               | Israel-Premier Tech IPT | Israel-Premier Tech IPT |
| ------------------------------------- | ----------------------- | ----------------------- |
| م                                     | عداء                    | مرتبة                   |
| 201                                   | Joseph Blackmore ‏       | 40                      |
| 202                                   | Riley Pickrell ‏         | لم يكمل السباق          |
| 203                                   | كوربين سترونغ           | 50                      |
| 204                                   | ويليام بويفن            | لم يكمل السباق          |
| 205                                   | Riley Sheehan ‏          | 112                     |
| 206                                   | جيك ستيوارت             | 107                     |
| 207                                   | توم فان أسبروك          | لم يكمل السباق          |
| مدير الرياضة: ستيف باور, Pat McCarty ‏ |                         |                         |

| سويس ريسينغ أكادمي ‏ TUD                          | سويس ريسينغ أكادمي ‏ TUD | سويس ريسينغ أكادمي ‏ TUD |
| ------------------------------------------------ | ----------------------- | ----------------------- |
| م                                                | عداء                    | مرتبة                   |
| 211                                              | ماتيو ترينتين           | 22                      |
| 212                                              | ريك بلومرز ‏             | 24                      |
| 213                                              | ماركو هالر              | 45                      |
| 214                                              | ألكسندر كرايغر          | لم يكمل السباق          |
| 215                                              | Fabian Lienhard ‏        | 73                      |
| 216                                              | Marius Mayrhofer ‏       | لم يكمل السباق          |
| 217                                              | Arthur Kluckers ‏        | 100                     |
| مدير الرياضة: Morgan Lamoisson ‏, Marcel Sieberg ‏ |                         |                         |

| سبورت فلاندرين بالويس ‏ TFB                                  | سبورت فلاندرين بالويس ‏ TFB | سبورت فلاندرين بالويس ‏ TFB |
| ----------------------------------------------------------- | -------------------------- | -------------------------- |
| م                                                           | عداء                       | مرتبة                      |
| 221                                                         | Vincent Van Hemelen ‏       | 69                         |
| 222                                                         | أليكس كولمان ‏              | 95                         |
| 223                                                         | Brem Deman ‏                | 97                         |
| 224                                                         | Jules Hesters ‏             | لم يكمل السباق             |
| 225                                                         | Victor Vercouillie ‏        | لم يكمل السباق             |
| 226                                                         | Dylan Vandenstorme ‏        | لم يكمل السباق             |
| 227                                                         | Ward Vanhoof ‏              | لم يكمل السباق             |
| مدير الرياضة: هانز دي كليرك, Andy Missotten‏, كيني دي كيتيلي |                            |                            |

| أونو-إكس موبيليتي ‏ UXM                      | أونو-إكس موبيليتي ‏ UXM | أونو-إكس موبيليتي ‏ UXM |
| ------------------------------------------- | ---------------------- | ---------------------- |
| م                                           | عداء                   | مرتبة                  |
| 231                                         | ألكسندر كريستوف        | 55                     |
| 232                                         | ماركوس هويلجارد (طريق) | 14                     |
| 233                                         | William Blume Levy ‏    | 87                     |
| 234                                         | أندرس سكارسيث          | لم يكمل السباق         |
| 235                                         | راسموس تيلر            | 25                     |
| 236                                         | Erik Resell ‏           | لم يكمل السباق         |
| 237                                         | جوناس إبراهمسين ‏       | 67                     |
| مدير الرياضة: Gino Van Oudenhove‏, جبريل راش |                        |                        |

| بنجوال باوليز ساوكس دبليو بي ‏ WB2                              | بنجوال باوليز ساوكس دبليو بي ‏ WB2 | بنجوال باوليز ساوكس دبليو بي ‏ WB2 |
| -------------------------------------------------------------- | --------------------------------- | --------------------------------- |
| م                                                              | عداء                              | مرتبة                             |
| 241                                                            | Quentin Bezza ‏                    | لم يكمل السباق                    |
| 242                                                            | Cériel Desal ‏                     | لم يكمل السباق                    |
| 243                                                            | BEL                               | 93                                |
| 244                                                            | Jens Reynders ‏                    | لم يكمل السباق                    |
| 245                                                            | فلوريس دي تير                     | 86                                |
| 246                                                            | Jelle Vermoote ‏                   | لم يكمل السباق                    |
| 247                                                            | لويك فليجن                        | لم يكمل السباق                    |
| مدير الرياضة: Christophe Detilloux ‏, Jean-Denis Vandenbroucke ‏ |                                   |                                   |

## التصنيف العام النهائي
| التصنيف العام         | التصنيف العام           | التصنيف العام              | التصنيف العام | التصنيف العام |
| العداء                | العداء                  | الفريق                     | الوقت         |               |
| --------------------- | ----------------------- | -------------------------- | ------------- | ------------- |
| 1                     | تادي بوجار              | فريق الإمارات              | 5 س 58 د 41 ث |               |
| 2                     | مادس بيدرسن             | تريك سيغافريدو             | + 1 د 01 ث    |               |
| 3                     | ماثيو فان دير بيل       | البيسين فينيكس             | + 1 د 01 ث    |               |
| 4                     | فاوت فان آرت            | Team Visma \| Lease a Bike | + 1 د 01 ث    |               |
| 5                     | جاسبر ستوفين            | تريك سيغافريدو             | + 1 د 04 ث    |               |
| 6                     | تيسج بنوت               | Team Visma \| Lease a Bike | + 1 د 53 ث    |               |
| 7                     | ستيفان كونغ             | إف دي جي                   | + 1 د 53 ث    |               |
| 8                     | فيليبو غانا             | فريق إنيوس                 | + 2 د 19 ث    |               |
| 9                     | إيفان غارسيا            | موفيستار                   | + 2 د 19 ث    |               |
| 10                    | دافيد باليريني          | فريق آستانا                | + 2 د 19 ث    |               |
| 11                    | Laurence Pithie ‏        | بورا–هانسغروه              | + 2 د 19 ث    |               |
| 12                    | مايك تيونسين            | فريق آستانا                | + 2 د 19 ث    |               |
| 13                    | مايكل ماثيوز            | فريق جايكو-العلا           | + 2 د 19 ث    |               |
| 14                    | ماركوس هويلجارد         | أونو-إكس موبيليتي ‏         | + 2 د 19 ث    |               |
| 15                    | جياني فرميش             | البيسين فينيكس             | + 2 د 19 ث    |               |
| 16                    | Aurélien Paret-Peintre ‏ | أيه إل أم                  | + 2 د 19 ث    |               |
| 17                    | فالنتين مادواس          | إف دي جي                   | + 2 د 19 ث    |               |
| 18                    | Timo Kielich ‏           | البيسين فينيكس             | + 2 د 19 ث    |               |
| 19                    | Stefan Bissegger ‏       | أيه إل أم                  | + 2 د 19 ث    |               |
| 20                    | ماغنوس شيفيلد           | فريق إنيوس                 | + 2 د 19 ث    |               |
|                       |                         |                            |               |               |
| مصدر: ProCyclingStats |                         |                            |               |               |

## وصلات خارجية
- الموقع الرسمي
- لمحة عن سباق طواف فلاندرز 2025 على موقع  ProCyclingStats   (برو  سايكلنج  ستاتس) - إحصاءات  محترفي  الدراجات.

- طواف فلاندرز 2025 على موقع إحصائيات الدراجات الإحترافية (الإنجليزية)